# Pachycephala feminina
A Pachycephala feminina a madarak osztályának verébalakúak (Passeriformes) rendjébe és a légyvadászfélék (Pachycephalidae) családjába tartozó faj.

## Rendszerezése
A fajt Ernst Mayr amerikai ornitológus írta le 1931-ben. Egyes szervezetek szerint az aranyhasú légyvadász (Pachycephala pectoralis) alfaja Pachycephala pectoralis feminina néven, vagy mások szerint a Pachycephala orioloides alfaja Pachycephala orioloides feminina néven.

## Előfordulása
A Salamon-szigetek egyikén, a Rennell-szigeten honos. Természetes élőhelyei a szubtrópusi és trópusi mangroveerdők, száraz erdők, síkvidéki és hegyi esőerdők, cserjések és szavannák, valamint szántóföldek, ültetvények, másodlagos erdő, vidéki kertek és városi környezet. Állandó, nem vonuló faj.

## Megjelenése
Átlagos testhossza körülbelül 15 centiméter.

## Életmódja
Valószínűleg rovarokkal táplálkozik.

## Természetvédelmi helyzete
Az elterjedési területe egyetlen kis sziget, egyedszáma 6000-15000 példány közötti és csökken. A Természetvédelmi Világszövetség Vörös listáján mérsékelten fenyegetett fajként szerepel.